# Grupo Caliente

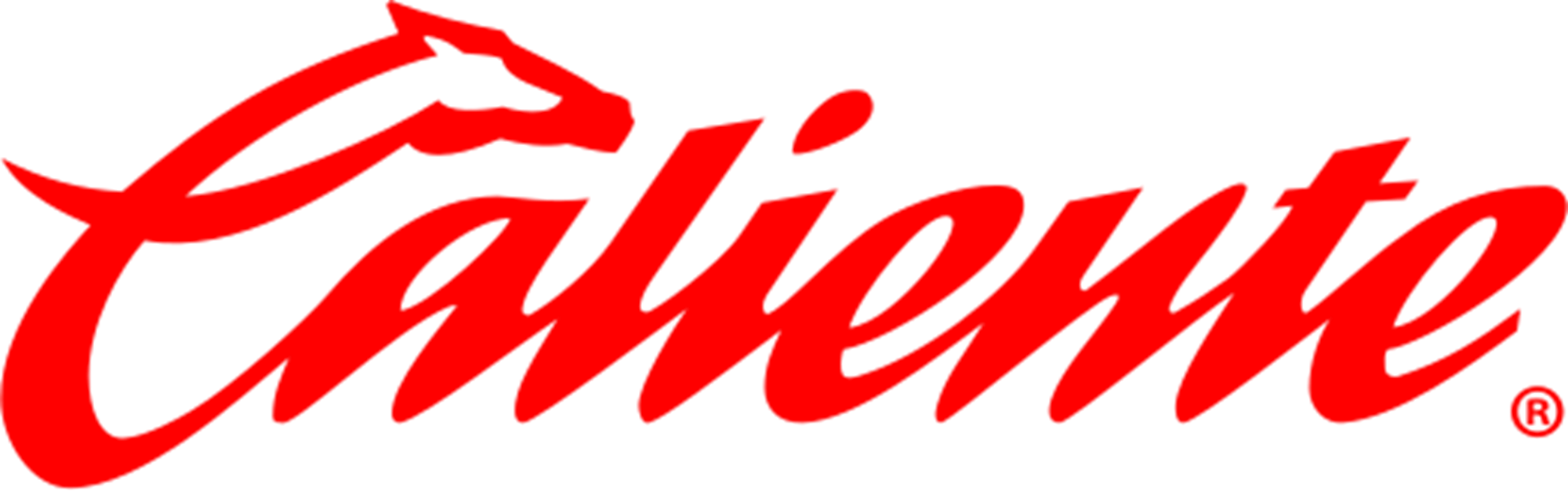
Grupo Caliente

Grupo Caliente ist eines der größten Sportwettenunternehmen in Mexiko. Im Jahr 2021 betrieb Grupo Caliente etwa 200 Off-Track-Wettbüros und Buchmacherfilialen in Mexiko, Österreich, Brasilien, Ecuador, Panama, Paraguay, Peru, Uruguay, Venezuela und der Karibik. Zu den Geschäftsbereichen von Grupo Caliente gehören Globalsat, Estadio Caliente, Caliente Online und Caliente Casino.

## Geschichte
Grupo Caliente wurde ursprünglich 1916 gegründet, als die erste Version der Agua-Caliente-Rennbahn in Tijuana gebaut wurde. 1998 begann Caliente mit der Diversifizierung in Zusammenarbeit mit der spanischen Codere Group. Bingo wurde eingeführt, gefolgt von elektronischen Spielterminals, von denen 900 in der Agua-Caliente-Rennbahn installiert wurden.
Im Jahr 2014 berichtete die Desert Sun, dass das „Agua Caliente Casino and Resort in Tijuana, gegründet 1928, mit Kunden aus Südkalifornien floriert“.
2015 war die Hunderennbahn eine von 20 Rennstrecken in sieben US-Bundesstaaten sowie in Tijuana – sie galt als die am schlechtesten bewertete Rennstrecke im Rennzirkus und war die einzige ihrer Art in Mexiko.
Das Unternehmen arbeitete mit Euro Games Technology an elektronischen Spielsalons auf der Hipódromo de Agua Caliente zusammen, die 2019 eröffnet wurden.
Im Jahr 2021 wurden einige Spielautomaten von Caliente Casino vorübergehend geschlossen, da Schulden gegenüber dem Stadtrat von Ensenada bestanden.
Ab 2022 war Jorge Alberto Hank Rhon der Eigentümer von Caliente Casino, und das Unternehmen galt als das „größte Sportwettenunternehmen in Mexiko“. Das Unternehmen betrieb weiterhin das Estadio Caliente in Tijuana, das bei seiner Eröffnung über 29.333 Sitzplätze verfügte.

Hank Rhon, ehemaliger Bürgermeister von Tijuana, startete im Januar 2021 eine Kampagne für das Amt des Gouverneurs von Baja California. Zu diesem Zeitpunkt besaß Grupo Caliente rund 200 Off-Track-Wettbüros und Buchmacherfilialen in Mexiko, Österreich, Brasilien, Ecuador, Panama, Paraguay, Peru, Uruguay, Venezuela und der Karibik.

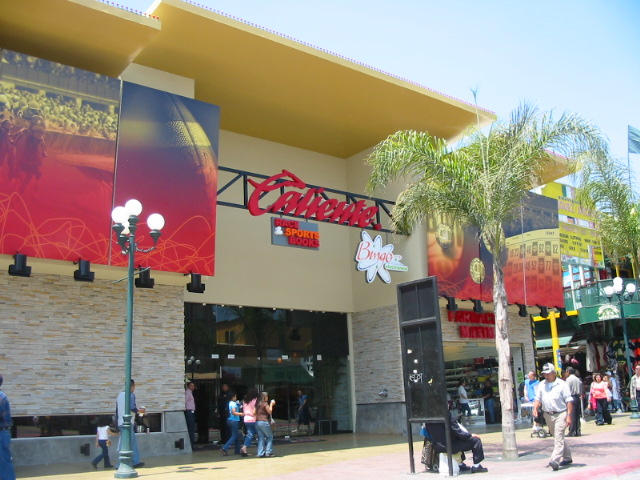
Eine Filiale von Caliente Casino an der Avenida Revolución in Tijuana

## Standorte
Im April 2020 listete die Website von Caliente Casino 45 Casino-Standorte im Bundesstaat Baja California, darunter 23 in Tijuana sowie weitere in Rosarito, Tecate, Mexicali und Ensenada. Weitere Standorte befinden sich in Nogales (Sonora), Morelia (Michoacán) und in der Metropolregion Mexiko-Stadt.
Caliente Casino ist der exklusive Betreiber von Casinos in Tijuana und betreibt dort 23 Standorte, von denen einige von Besuchern aus den Vereinigten Staaten frequentiert werden.
Die Hauptniederlassung des Unternehmens in Tijuana, das Caliente Hipódromo, umfasst die Agua-Caliente-Rennbahn.  Die wichtigste Caliente-Casino-Einrichtung in Tijuana verfügt über 340 Zimmer, Golfplätze, einen Nachtclub, ein Spa sowie ein Casino mit Pferde- und Hunderennen.

## Sportteams
Grupo Caliente besitzt folgende Sportteams:
- Club Tijuana
- Club Tijuana (Frauen)
- Querétaro F.C.
- Querétaro F.C. (Frauen)
- Dorados de Sinaloa
- Galgos de Tijuana
- Caliente de Durango